# 1959 en architecture
| Années de l'architecture : 1956 - 1957 - 1958 - 1959 - 1960 - 1961 - 1962    |
| Décennies de l'architecture : 1920 - 1930 - 1940 - 1950 - 1960 - 1970 - 1980 |

Cet article présente les faits marquants de l'année 1959 en architecture.

## Réalisations
- 21 octobre : ouverture du  musée Guggenheim à New York après plus de 16 ans d'études. Frank Lloyd Wright est mort avant son inauguration.
- Le Corbusier construit le couvent de La Tourette  à Éveux dans le Rhône.
- L'architecte Pierre Koenig construit la Stahl House, une maison de style moderne à Hollywood Hills (Los Angeles, en Californie).

## Récompenses
- x

## Naissances
- Frédéric Borel.
- Winy Maas, membre fondateur de MVRDV.

## Décès
- 5 janvier : Karo Halabyan, architecte soviétique d'origine arménienne (° 1897).
- 9 avril : Frank Lloyd Wright, architecte et concepteur américain (° 1867).